# 謝爾蓋·巴加普什
謝爾蓋·瓦西里耶維奇·巴加普什（1949年3月4日—2011年5月29日），阿布哈茲總統。從商轉政的他，於1997年－1999年擔任總理。2005年及2009年舉行的阿布哈茲總統大選中，巴加普什以91.54%的高投票率當選總統，並擔任該職務直到2011年5月29日死於肺癌手術併發症。

## 紀念
6月5日為阿布哈茲全國哀悼日。